# シメオンの賛歌 (レンブラント)
『シメオンの賛歌』（シメオンのさんか、蘭: Het loflied van Simeon、英: Simeon's Song of Praise）、または『キリストの神殿奉献』（キリストのしんでんほうけん、英: Presentation of Jesus in the Templ）は、オランダ絵画黄金時代の巨匠レンブラント・ファン・レインが1631年に板上に油彩で制作した絵画である。画家のレイデン時代最後の作品の1つであり、同時にレイデン時代の代表作でもある。画面下部右側の椅子の横に署名と制作年が記されている。1733年にオラニエ公ウィレム5世が購入し、現在はデン・ハーグのマウリッツハイス美術館に所蔵されている。

## 作品
レンブラントは、歴史画家ピーテル・ラストマンのもとで修業を積んだ。そしてラストマンの伝統を継承し、特に初期のころに聖書、神話に関する主題を数多く描いた。全生涯を通じて、歴史画を描き続けたレンブラントは、若いころから歴史画家を目指していたと考えることができる。

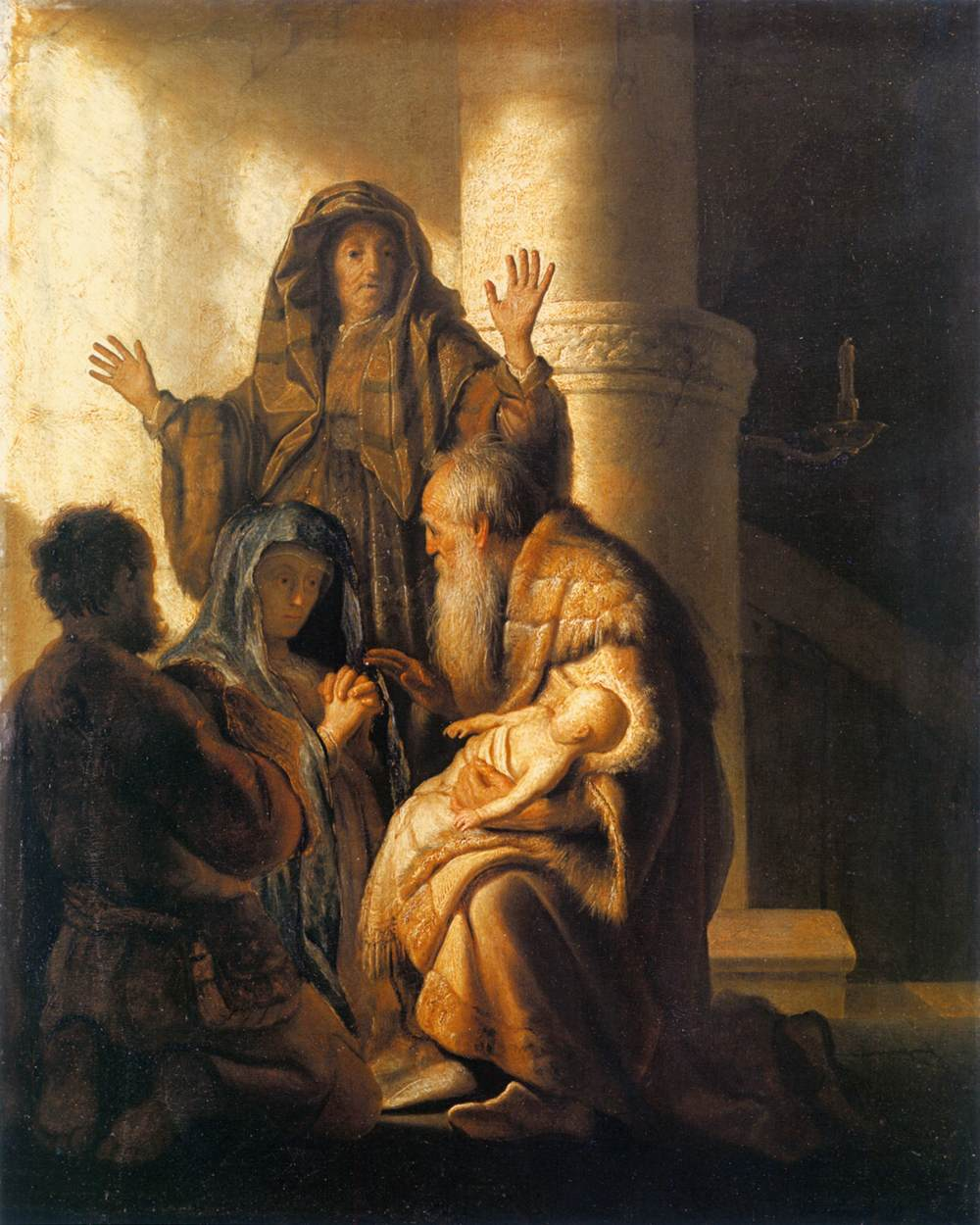
レンブラント『寺院の中のシメオン』 (1627-1628年)、ハンブルク美術館

本作の主題「シメオンの賛歌」は、『新約聖書』中の「ルカによる福音書」 (2章25-33) から採られている。レンブラントはこの主題で数多くの油彩画、素描、版画を制作したが、それはレンブラントが福音書に語られる敬虔な話の内容に心を動かされたからにほかならない。福音書の記述によれば、新生児イエス・キリストの割礼の後、聖母マリアと聖ヨセフはイエスを神に捧げ、2羽のハトを生贄として差し出すために寺院に赴いた。
画面に描かれているのは、救世主を見ずに死ぬことはないと知らされた抱神者シメオンが、イエスこそ待望していた救世主であると知り、声を張り上げて賛歌を歌う感動的な場面である。聖母マリアとヨセフは仰天して地面に跪いている。左側では、背中を向けた預言者アンナが2人を見下ろし、祝福を与える仕草をしている。
人物を劇的に照らしだす明るい光線は天啓を象徴しており、イエスを両腕に抱くシメオンはイエスから発する光を浴びているようである。この光によって、親密に寄り添う人々は、寺院内部の広大な薄闇の空間と強烈なコントラストをなす。薄暗い空間には、眼前で展開する光景を見守る敬虔な人々の姿も描かれている。なお、本作が描かれた当時 (1630-1631年) のレンブラントの作品を特徴づけるものは、引き伸ばされた人体像、対角線の構図、そして神秘的で洞窟を思わせる空間である。